# Corèbe d'Élis
Pour les articles homonymes, voir Corèbe.
Corèbe d'Élis (grec ancien : Κόροιβος Ἠλεῖος, latin : Corœbus) est le premier champion olympique antique, originaire de la cité d'Élis.

## Biographie
Les Jeux olympiques, créés par Iphitos en 884 av. J.-C, ne voient qu'en 776 av. J.-C l'introduction d'une seule épreuve sportive : une course à pied (le stadion) d'une longueur d'un stade (environ 192 m).
Corèbe entre dans l'histoire pour être le premier vainqueur de cette première épreuve olympique,,.
Athénée de Naucratis, au IIe siècle apr. J.-C. en fait un cuisinier, fils de cuisinier, mais on ne retrouve ce détail nulle part ailleurs.
Son tombeau se situait à la frontière entre l'Élide et le territoire de la cité d'Iraia,,.

### Sources antiques
- Athénée, Deipnosophistes [détail des éditions] (lire en ligne) (IX, 382b).
- Eusèbe de Césarée, Chronique, Livre I, 70-82. lire en ligne
- Pausanias, Description de la Grèce [détail des éditions] [lire en ligne] (V, 8, 6) et (VIII, 26, 4).
- Strabon, Géographie [détail des éditions] [lire en ligne] (VIII, 3, 30).